# Eurocup 2021-22
La EuroCup 2021-22, por motivos de patrocinio 7DAYS EuroCup, fue la XIV edición de la era moderna de la competición Eurocup organizada por Euroleague Basketball. Esta temporada la competición contó con la participación de 20 equipos que lucharon por el título de campeón y, de paso, una plaza para la próxima edición de la Euroliga. 
La competición, con cambio de formato inclusive, arrancó el 19 de octubre de 2021 y finalizó con la victoria de la Virtus Segafredo Bologna por 80-67 ante el Frutti Extra Bursaspor en el Virtus Segafredo Arena de Bolonia el 11 de mayo de 2022.

## Equipos participantes
Un total de 20 equipos de 10 ligas diferentes y 13 naciones diferentes se dan cita en esta edición. Los 20 compiten desde la fase regular, en dos grupos de 10 equipos.
| Fase de grupos                 | Fase de grupos              | Fase de grupos          | Fase de grupos            |
| ------------------------------ | --------------------------- | ----------------------- | ------------------------- |
| Valencia Basket                | Joventut Badalona           | Gran Canaria            | MoraBanc Andorra          |
| Mincidelice JL Bourg en Bresse | Boulogne Metropolitans 92   | ratiopharm Ulm          | Hamburg Towers            |
| Budućnost VOLI Podgorica       | Cedevita Olimpija Ljubljana | Partizan NIS Belgrade   | Promitheas Patras         |
| Virtus Segafredo Bologna       | Umana Reyer Venice          | Dolomiti Energia Trento | Lietkabelis Panevezys     |
| Frutti Extra Bursaspor         | Turk Telekom Ankara         | Slask Wroclaw           | Lokomotiv Kuban Krasnodar |

## Sistema de competición y calendario
La EuroCup nos presentó un nuevo cambio de formato, para esta edición. Éste consistió en una Fase de Grupos, con 2 grupos de 10 equipos cada uno, en formato de liguilla con ida y vuelta. Posteriormente el torneo nos llevó a los Octavos de Final, donde los 8 primeros clasificados de los dos grupos se enfrentaron en un único partido, en cancha del equipo mejor clasificado. Es decir, el campeón del GA recibió en su casa al octavo del GB y jugaron un único partido eliminatorio y así el resto de emparejamientos.
Los 8 supervivientes de la fase de Octavos disputaron los Cuartos de Final de mismo formato que su ronda predecesora, así como se jugaron las dos Semifinales.  
Para conocer el ganador de esta Eurocup, se disputó una Final, nuevamente a único partido, donde además del título se otorgará una invitación al campeón para participar en la Euroliga 2022-23.
| Fase             | Jornada    | Fecha                        |
| ---------------- | ---------- | ---------------------------- |
| Fase de grupos   | Jornada 1  | 19 y 20 de octubre de 2021   |
| Fase de grupos   | Jornada 2  | 26 y 27 de octubre de 2021   |
| Fase de grupos   | Jornada 3  | 2 y 3 de noviembre de 2021   |
| Fase de grupos   | Jornada 4  | 9 y 10 de noviembre de 2021  |
| Fase de grupos   | Jornada 5  | 16 y 17 de noviembre de 2021 |
| Fase de grupos   | Jornada 6  | 7 y 8 de diciembre de 2021   |
| Fase de grupos   | Jornada 7  | 14 y 15 de diciembre de 2021 |
| Fase de grupos   | Jornada 8  | 21 y 22 de diciembre de 2021 |
| Fase de grupos   | Jornada 9  | 11 y 12 de enero de 2022     |
| Fase de grupos   | Jornada 10 | 18 y 19 de enero de 2022     |
| Fase de grupos   | Jornada 11 | 25 y 26 de enero de 2022     |
| Fase de grupos   | Jornada 12 | 1 y 2 de febrero de 2022     |
| Fase de grupos   | Jornada 13 | 8 y 9 de febrero de 2022     |
| Fase de grupos   | Jornada 14 | 8 y 9 de marzo de 2022       |
| Fase de grupos   | Jornada 15 | 15 y 16 de marzo de 2022     |
| Fase de grupos   | Jornada 16 | 22 y 23 de marzo de 2022     |
| Fase de grupos   | Jornada 17 | 29 y 30 de marzo de 2022     |
| Fase de grupos   | Jornada 18 | 5 y 6 de abril de 2022       |
| Octavos de final |            | 19 y 20 de abril de 2022     |
| Cuartos de final |            | 26 y 27 de abril de 2022     |
| Semifinales      |            | 3 y 4 de mayo de 2022        |
| Final            |            | 11 de mayo de 2022           |

## Fase de grupos
Ver Anexo:Fase de grupos de la Eurocup 2021-22
El 19 de octubre arrancó la competición con la primera jornada de la Fase Regular, concluyendo el 6 de abril de 2022. Se decidió que esta etapa se disputase dividiendo a los 20 equipos en 2 grupos de 10 cada uno, tras sorteo (por coeficientes y con el condicionante de máximo dos equipos por liga en cada grupo). Los Grupos A y B se jugaron en formato de liguilla todos contra todos a ida y vuelta. Si bien es cierto que tras las 18 jornadas sólo quedaron eliminados 4 equipos (pasan los 8 primeros de cada grupo) resultó ser importante también el orden dentro de la tabla en los 8 primeros lugares, ya que depende del ranking al finalizar la fase, cuanto más arriba estés, al menos el partido de octavos, lo jugarás con factor cancha. 
Debido al conflicto en Ucrania la Euroleague Commercial Assets S.A. (ECA) con un primer comunicado decidió aplazar todos los partidos del Lokomotiv Kuban Krasnodar por un tiempo. Finalmente el martes 22 de marzo de 2022, tras aclarar en un primer punto que las medidas tomadas se deben a la no favorable evolución de los hechos, decidió descalificar de la vigente competición al Lokomotiv Kuban Krasnodar. Siguiendo con las medidas anunciadas un mes atrás en caso de la descalificación del equipo ruso se anularon todos los resultados del equipo de Krasnodar, con lo cual, se borraron en términos clasificatorios tanto las victorias como las derrotas de los equipos del Grupo A obtenidas hasta el momento en su/s emparejamiento/s con el Lokomotiv Kuban Krasnodar. 

### Grupo A
Finalmente el Lokomotiv Kuban Krasnodar ha sido sacado de la competición, por lo que se cancelan definitivamente sus partidos pendientes en el calendario y lo más importante, se anulan los resultados para él y sus adversarios en los 12 partidos disputados por el equipo de Krasnodar antes de la sanción.
| Pos. | Equipo                    | PJ | G  | P  | GF   | GC   | DG   | Pts | Clasificación             |  | CJB   | PAR    | MET   | MBA   | LIE   | TTA   | HHT    | WKS   | TRE   | LOK |
| ---- | ------------------------- | -- | -- | -- | ---- | ---- | ---- | --- | ------------------------- |  | ----- | ------ | ----- | ----- | ----- | ----- | ------ | ----- | ----- | --- |
| 1    | Joventut Badalona         | 16 | 12 | 4  | 1297 | 1130 | +167 | 28  | Clasificados para Octavos |  | —     | 92-84  | 86-63 | 90-80 | 65-50 | 76-67 | 73-56  | 97-79 | 82-65 | X   |
| 2    | Partizan NIS Belgrade     | 16 | 12 | 4  | 1353 | 1204 | +149 | 28  | Clasificados para Octavos |  | 68-67 | —      | 87-72 | 95-70 | 84-77 | 85-59 | 102-77 | 75-73 | 97-65 | X   |
| 3    | Boulogne Metropolitans 92 | 16 | 11 | 5  | 1314 | 1256 | +58  | 27  | Clasificados para Octavos |  | 86-78 | 82-89  | —     | 81-74 | 76-69 | 99-82 | 85-62  | 86-83 | 93-80 | X   |
| 4    | MoraBanc Andorra          | 16 | 10 | 6  | 1304 | 1271 | +33  | 26  | Clasificados para Octavos |  | 72-71 | 61-60  | 74-83 | —     | 81-76 | 98-75 | 78-85  | 99-65 | 85-73 | X   |
| 5    | Lietkabelis Panevezys     | 16 | 9  | 7  | 1263 | 1181 | +82  | 25  | Clasificados para Octavos |  | 87-77 | 93-78  | 96-89 | 88-75 | —     | 75-77 | 96-100 | 88-65 | 74-57 | X   |
| 6    | Turk Telekom Ankara       | 16 | 8  | 8  | 1211 | 1252 | −41  | 24  | Clasificados para Octavos |  | 69-78 | 85-71  | 73-65 | 76-83 | 65-60 | —     | 95-70  | 89-73 | 82-75 | X   |
| 7    | Hamburg Towers            | 16 | 6  | 10 | 1315 | 1411 | −96  | 22  | Clasificados para Octavos |  | 75-92 | 97-106 | 84-94 | 91-97 | 72-87 | 94-74 | —      | 92-86 | 90-69 | X   |
| 8    | Slask Wroclaw             | 16 | 3  | 13 | 1190 | 1320 | −130 | 19  | Clasificados para Octavos |  | 73-87 | 71-93  | 59-74 | 91-95 | 59-70 | 80-67 | 87-71  | —     | 77-68 | X   |
| 9    | Dolomiti Energia Trento   | 16 | 1  | 15 | 1112 | 1334 | −222 | 17  | Eliminado                 |  | 56-86 | 63-79  | 80-86 | 71-82 | 61-77 | 70-76 | 90-99  | 81-77 | —     | X   |
| 10   | Lokomotiv Kuban Krasnodar | 0  | 0  | 0  | 0    | 0    | 0    | 0   | Descalificado             |  | X     | X      | X     | X     | X     | X     | X      | X     | X     | —   |

 Fuente: 
Nota: Los puntos encajados y anotados en las prórrogas no suman en la clasificación. En caso de empate entre dos equipos decide el average particular.

### Grupo B
| Pos. | Equipo                         | PJ | G  | P  | GF   | GC   | DG   | Pts | Clasificación             |  | GCA   | VBC   | COL    | VIR     | BUD    | URV    | FEB    | ULM    | JLB   | PRO   |
| ---- | ------------------------------ | -- | -- | -- | ---- | ---- | ---- | --- | ------------------------- |  | ----- | ----- | ------ | ------- | ------ | ------ | ------ | ------ | ----- | ----- |
| 1    | Gran Canaria                   | 18 | 12 | 6  | 1453 | 1366 | +87  | 30  | Clasificados para Octavos |  | —     | 91-90 | 77-79  | 100-80  | 84-64  | 69-76  | 87-81  | 81-96  | 78-49 | 81-62 |
| 2    | Valencia Basket                | 18 | 12 | 6  | 1554 | 1440 | +114 | 30  | Clasificados para Octavos |  | 89-90 | —     | 85-97  | 83-77   | 103-76 | 86-80  | 86-68  | 103-71 | 98-95 | 92-82 |
| 3    | Cedevita Olimpija Ljubljana    | 18 | 11 | 7  | 1540 | 1479 | +61  | 29  | Clasificados para Octavos |  | 60-75 | 82-76 | —      | 101-104 | 92-78  | 105-90 | 103-86 | 96-101 | 91-79 | 98-84 |
| 4    | Virtus Segafredo Bologna       | 18 | 11 | 7  | 1519 | 1465 | +54  | 29  | Clasificados para Octavos |  | 70-68 | 96-97 | 74-86  | —       | 62-68  | 90-84  | 98-94  | 87-76  | 83-82 | 91-72 |
| 5    | Budućnost VOLI Podgorica       | 18 | 10 | 8  | 1413 | 1420 | −7   | 28  | Clasificados para Octavos |  | 76-83 | 71-70 | 91-60  | 86-82   | —      | 72-82  | 83-82  | 68-89  | 73-75 | 90-77 |
| 6    | Umana Reyer Venice             | 18 | 9  | 9  | 1380 | 1355 | +25  | 27  | Clasificados para Octavos |  | 77-59 | 67-81 | 77-70  | 72-83   | 72-67  | —      | 62-70  | 89-79  | 78-81 | 81-57 |
| 7    | Frutti Extra Bursaspor         | 18 | 8  | 10 | 1459 | 1499 | −40  | 26  | Clasificados para Octavos |  | 74-85 | 92-89 | 93-84  | 83-101  | 86-89  | 80-66  | —      | 68-66  | 96-89 | 87-76 |
| 8    | ratiopharm Ulm                 | 18 | 7  | 11 | 1432 | 1465 | −33  | 25  | Clasificados para Octavos |  | 93-94 | 70-76 | 96-104 | 84-68   | 79-86  | 90-83  | 72-86  | —      | 96-86 | 65-71 |
| 9    | Mincidelice JL Bourg en Bresse | 18 | 6  | 12 | 1415 | 1471 | −56  | 24  | Eliminados                |  | 78-76 | 77-88 | 76-69  | 68-90   | 82-86  | 62-73  | 95-65  | 72-85  | —     | 92-62 |
| 10   | Promitheas Patras              | 18 | 4  | 14 | 1279 | 1484 | −205 | 22  | Eliminados                |  | 81-85 | 68-71 | 67-88  | 61-83   | 60-89  | 68-78  | 83-80  | 79-68  | 84-77 | —     |

 Fuente: 
Notas: Los puntos encajados y anotados en las prórrogas no suman en la clasificación. En caso de empate entre dos equipos decide el average particular.

## 7DAYS EuroCup Playoffs
|  | Octavos de Final            | Octavos de Final         |                             |    | Cuartos de Final | Cuartos de Final |  |  | Semifinales | Semifinales |  |  | Final | Final |
|  |                             |                          |                             |    |                  |                  |  |  |             |             |  |  |       |       |
|  |                             |                          |                             |    |                  |                  |  |  |             |             |  |  |       |       |
|  |                             |                          |                             |    |                  |                  |  |  |             |             |  |  |       |       |
|  | Joventut Badalona           | 73                       |                             |    |                  |                  |  |  |             |             |  |  |       |       |
|  | Joventut Badalona           | 73                       |                             |    |                  |                  |  |  |             |             |  |  |       |       |
|  | ratiopharm Ulm              | 79                       |                             |    |                  |                  |  |  |             |             |  |  |       |       |
|  | ratiopharm Ulm              | 79                       | ratiopharm Ulm              | 77 |                  |                  |  |  |             |             |  |  |       |       |
|  |                             |                          | ratiopharm Ulm              | 77 |                  |                  |  |  |             |             |  |  |       |       |
|  |                             | Virtus Segafredo Bologna | 83                          |    |                  |                  |  |  |             |             |  |  |       |       |
|  | Virtus Segafredo Bologna    | Virtus Segafredo Bologna | 83                          | 75 |                  |                  |  |  |             |             |  |  |       |       |
|  | Virtus Segafredo Bologna    |                          |                             | 75 |                  |                  |  |  |             |             |  |  |       |       |
|  | Lietkabelis Panevezys       | 67                       |                             |    |                  |                  |  |  |             |             |  |  |       |       |
|  | Lietkabelis Panevezys       | 67                       | Virtus Segafredo Bologna    | 83 |                  |                  |  |  |             |             |  |  |       |       |
|  |                             |                          | Virtus Segafredo Bologna    | 83 |                  |                  |  |  |             |             |  |  |       |       |
|  |                             | Valencia Basket          | 73                          |    |                  |                  |  |  |             |             |  |  |       |       |
|  | Boulogne Metropolitans 92   | Valencia Basket          | 73                          | 87 |                  |                  |  |  |             |             |  |  |       |       |
|  | Boulogne Metropolitans 92   |                          |                             | 87 |                  |                  |  |  |             |             |  |  |       |       |
|  | Umana Reyer Venice          | 66                       |                             |    |                  |                  |  |  |             |             |  |  |       |       |
|  | Umana Reyer Venice          | 66                       | Boulogne Metropolitans 92   | 85 |                  |                  |  |  |             |             |  |  |       |       |
|  |                             |                          | Boulogne Metropolitans 92   | 85 |                  |                  |  |  |             |             |  |  |       |       |
|  |                             | Valencia Basket          | 98                          |    |                  |                  |  |  |             |             |  |  |       |       |
|  | Valencia Basket             | Valencia Basket          | 98                          | 98 |                  |                  |  |  |             |             |  |  |       |       |
|  | Valencia Basket             |                          |                             | 98 |                  |                  |  |  |             |             |  |  |       |       |
|  | Hamburg Towers              | 80                       |                             |    |                  |                  |  |  |             |             |  |  |       |       |
|  | Hamburg Towers              | 80                       | Virtus Segafredo Bologna    | 80 |                  |                  |  |  |             |             |  |  |       |       |
|  |                             |                          | Virtus Segafredo Bologna    | 80 |                  |                  |  |  |             |             |  |  |       |       |
|  |                             | Frutti Extra Bursaspor   | 67                          |    |                  |                  |  |  |             |             |  |  |       |       |
|  | Gran Canaria                | Frutti Extra Bursaspor   | 67                          | 87 |                  |                  |  |  |             |             |  |  |       |       |
|  | Gran Canaria                |                          |                             | 87 |                  |                  |  |  |             |             |  |  |       |       |
|  | Slask Wroclaw               | 60                       |                             |    |                  |                  |  |  |             |             |  |  |       |       |
|  | Slask Wroclaw               | 60                       | Gran Canaria                | 77 |                  |                  |  |  |             |             |  |  |       |       |
|  |                             |                          | Gran Canaria                | 77 |                  |                  |  |  |             |             |  |  |       |       |
|  |                             | MoraBanc Andorra         | 79                          |    |                  |                  |  |  |             |             |  |  |       |       |
|  | MoraBanc Andorra            | MoraBanc Andorra         | 79                          | 74 |                  |                  |  |  |             |             |  |  |       |       |
|  | MoraBanc Andorra            |                          |                             | 74 |                  |                  |  |  |             |             |  |  |       |       |
|  | Budućnost VOLI Podgorica    | 64                       |                             |    |                  |                  |  |  |             |             |  |  |       |       |
|  | Budućnost VOLI Podgorica    | 64                       | MoraBanc Andorra            | 68 |                  |                  |  |  |             |             |  |  |       |       |
|  |                             |                          | MoraBanc Andorra            | 68 |                  |                  |  |  |             |             |  |  |       |       |
|  |                             | Frutti Extra Bursaspor   | 85                          |    |                  |                  |  |  |             |             |  |  |       |       |
|  | Cedevita Olimpija Ljubljana | Frutti Extra Bursaspor   | 85                          | 93 |                  |                  |  |  |             |             |  |  |       |       |
|  | Cedevita Olimpija Ljubljana |                          |                             | 93 |                  |                  |  |  |             |             |  |  |       |       |
|  | Turk Telekom Ankara         | 80                       |                             |    |                  |                  |  |  |             |             |  |  |       |       |
|  | Turk Telekom Ankara         | 80                       | Cedevita Olimpija Ljubljana | 83 |                  |                  |  |  |             |             |  |  |       |       |
|  |                             |                          | Cedevita Olimpija Ljubljana | 83 |                  |                  |  |  |             |             |  |  |       |       |
|  |                             | Frutti Extra Bursaspor   | 85                          |    |                  |                  |  |  |             |             |  |  |       |       |
|  | Partizan NIS Belgrade       | Frutti Extra Bursaspor   | 85                          | 95 |                  |                  |  |  |             |             |  |  |       |       |
|  | Partizan NIS Belgrade       |                          |                             | 95 |                  |                  |  |  |             |             |  |  |       |       |
|  | Frutti Extra Bursaspor      | 103                      |                             |    |                  |                  |  |  |             |             |  |  |       |       |
|  | Frutti Extra Bursaspor      | 103                      |                             |    |                  |                  |  |  |             |             |  |  |       |       |

## Octavos de final

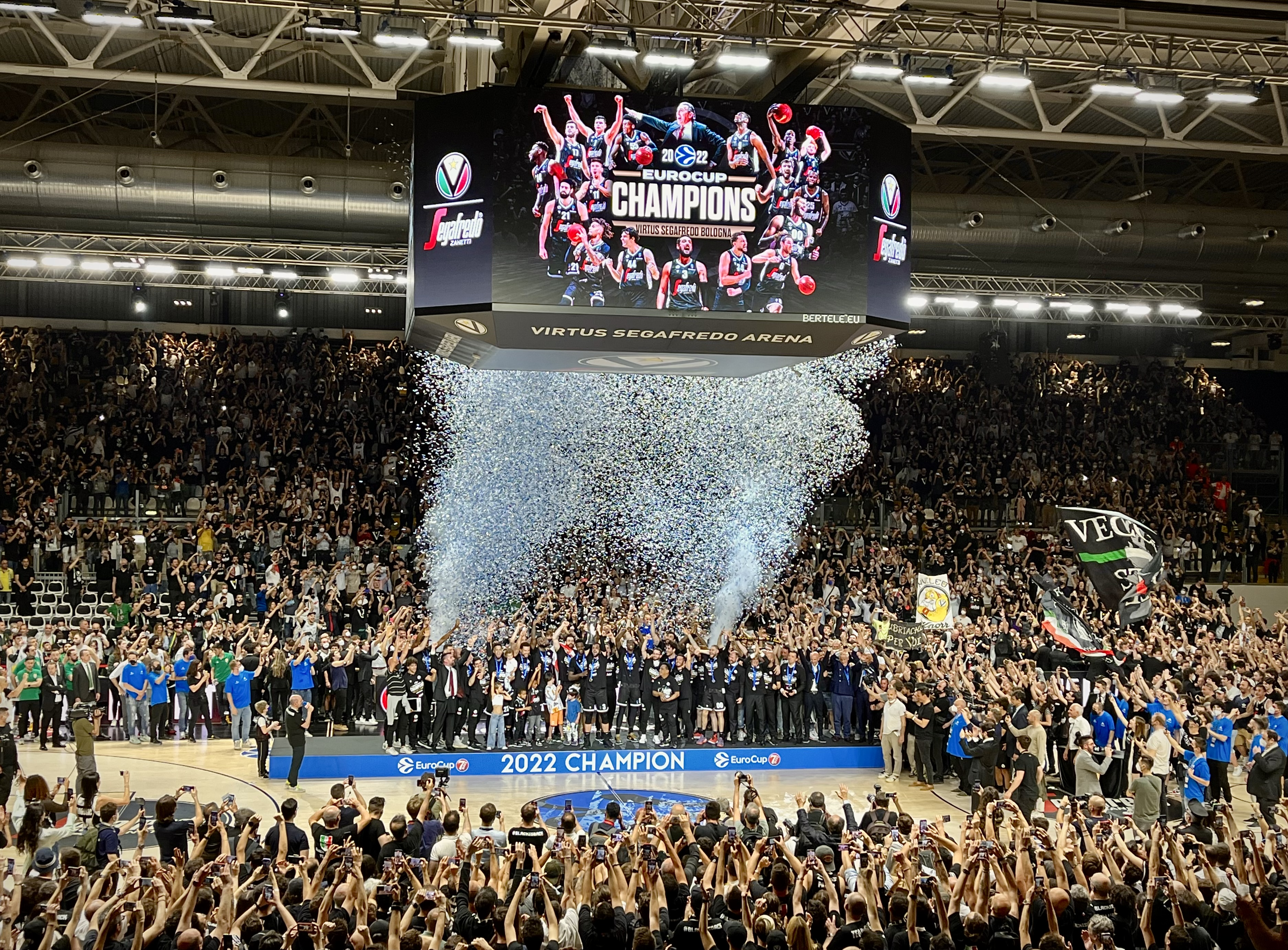
Virtus de Bolonia gana la Eurocopa 2022

La disposición de enfrentamientos en esta tanda eliminatoria fue la siguiente; A1-B8/B4-A5/A3-B6/B2-A7/B1-A8/A4-B5/B3-A6/A2-B7.  
El martes 19 de abril conocimos a los primeros tres cuarto-finalistas, mientras que los otros 5 restantes, el miércoles 20 de abril.
Partidos
| 19 de abril de 2022 - 20:30 (CEST) Octavo A | Joventut Badalona                                       | 73–79            | ratiopharm Ulm                                                           | Badalona |  |
|                                             | Parciales: 17-18, 18-14, 19-19, 19-28                   |                  |                                                                          | |  |
|                                             | Estadísticas Willis 17 Parra 6 Ribas, Tomić 5 Willis 21 | Pts Reb Asts Val | Estadísticas 21 Christon, Blossomgame 9 Thornwell 6 Christon 31 Christon | Pabellón: Olímpic de Badalona Asistencia: 6623 espectadores Árbitros: Ilija BELOŠEVIĆ Leandro LEZCANO Adar PEER |  |

| 20 de abril de 2022 - 20:45 (CEST) Octavo B | Virtus Segafredo Bologna                                        | 75–67            | Lietkabelis Panevezys                                                            | Bolonia |  |
|                                             | Parciales: 18-14, 21-20, 17-18, 19-15                           |                  |                                                                                  | |  |
|                                             | Estadísticas Jaiteh 20 Hervey, Shengelia 5 Shengelia 8 Weems 22 | Pts Reb Asts Val | Estadísticas 12 Radičević, Orelik 9 Maldūnas 4 Kalaitzakis, Žemaitis 15 Maldūnas | Pabellón: Virtus Segafredo Arena Asistencia: 3517 espectadores Árbitros: Robert LOTTERMOSER Tomasz TRAWICKI Maxime BOUBERT |  |

| 20 de abril de 2022 - 20:00 (CEST) Octavo C | Boulogne Metropolitans 92                                                    | 87–66            | Umana Reyer Venice                                                  | Levallois |  |
|                                             | Parciales: 19-13, 21-17, 27-10, 20-26                                        |                  |                                                                     | |  |
|                                             | Estadísticas Hornsby, Hunter 14 Hunter 10 Cummings, McRae, Ginat 4 Hunter 23 | Pts Reb Asts Val | Estadísticas 11 Watt 5 Stone 10 Stone 12 Stone, De Nicolao, Mazzola | Pabellón: Marcel Cedran Asistencia: 2478 espectadores Árbitros: Miguel Ángel PÉREZ Milos KOLJENSIC Gentian CICI |  |

| 20 de abril de 2022 - 20:30 (CEST) Octavo D | Valencia Basket                                            | 98–80            | Hamburg Towers                                      | Valencia |  |
|                                             | Parciales: 19-22, 29-19, 25-17, 25-22                      |                  |                                                     | |  |
|                                             | Estadísticas Rivero 21 Dubljević 9 Hermannsson 6 Rivero 25 | Pts Reb Asts Val | Estadísticas 23 Kotsar 6 Kotsar 9 Hollatz 28 Kotsar | Pabellón: La Fonteta Asistencia: 5386 espectadores Árbitros: Matej BOLTAUZER Rain PEERANDI Hugues THEPENIER |  |

| 20 de abril de 2022 - 20:00 (WEST) Octavo E | Gran Canaria                                                      | 87–60            | Slask Wroclaw                                             | Las Palmas de G. C.                                                                                              |  |
|                                             | Parciales: 25-18, 17-9, 22-24, 23-9                               |                  |                                                           | |  |
|                                             | Estadísticas Brussino 15 Brussino, K. Diop 8 Albicy 5 Brussino 18 | Pts Reb Asts Val | Estadísticas 16 Kanter 5 Kanter, Tomczak 6 Trice 20 Trice | Pabellón: Gran Canaria Arena Asistencia: 3573 espectadores Árbitros: Mehdi DIFALLAH Robert VYKLICKY Sergio SILVA |  |

| 19 de abril de 2022 - 20:45 (CEST) Octavo F | MoraBanc Andorra                                              | 74–64            | Budućnost VOLI Podgorica                                       | Andorra la Vieja |  |
|                                             | Parciales: 23-26, 12-13, 23-12, 16-13                         |                  |                                                                | |  |
|                                             | Estadísticas Hannah 21 Crawford 9 Miller-McIntyre 6 Hannah 19 | Pts Reb Asts Val | Estadísticas 25 D. J. Seeley 4 Tarolis 3 Cobbs 31 D. J. Seeley | Pabellón: Polideportivo de Andorra Asistencia: 823 espectadores Árbitros: Borys RYZHYK Elias KOROMILAS Saulius RACYS |  |

| 19 de abril de 2022 - 19:00 (CEST) Octavo G | Cedevita Olimpija Ljubljana                      | 93–80            | Turk Telekom Ankara                                           | Ljubljana |  |
|                                             | Parciales: 29-16, 31-22, 20-14, 13-28            |                  |                                                               | |  |
|                                             | Estadísticas Blažič 20 Omić 16 Ferrell 7 Omić 28 | Pts Reb Asts Val | Estadísticas 16 Johnson 5 Johnson, Ellis 10 Pérez 18 Gülaslan | Pabellón: Arena Stožice Asistencia: 8000 espectadores Árbitros: Benjamín JIMÉNEZ Marcin KOWALSKI Eduard UDYANSKYY |  |

| 20 de abril de 2022 - 20:30 (CEST) Octavo H | Partizan NIS Belgrade                                         | 95–103           | Frutti Extra Bursaspor                                        | Belgrado |  |
|                                             | Parciales: 20-20, 18-17, 22-27, 24-20 (T.E.: 11-19)           |                  |                                                               | |  |
|                                             | Estadísticas Avramović 23 Koprivica 10 Avramović 6 Lessort 25 | Pts Reb Asts Val | Estadísticas 24 Andrews 10 Hayes, Bitim 10 Andrews 35 Andrews | Pabellón: Štark Arena Asistencia: 19224 espectadores Árbitros: Daniel HIERREZUELO Carmelo PATERNICÒ Joseph BISSANG |  |

## Cuartos de final
En esta ronda se jugaron cuatro partidos de eliminación única entre los días 26 y 27 de abril de 2022. El Grupo B de la fase de grupos se presentó con 6 representantes por sólo 2 del Grupo A. 
Las localías de los partidos corresponden al mejor clasificado en la Fase de Grupos de cada eliminatoria, es por ello que:
| Locales                          |
| -------------------------------- |
| Virtus Segafredo Bologna (B4)    |
| Valencia Basket (B2)             |
| Gran Canaria (B1)                |
| Cedevita Olimpija Ljubljana (B3) |

| Visitantes                     |
| ------------------------------ |
| ratiopharm Ulm (B8)            |
| Boulogne Metropolitans 92 (A3) |
| MoraBanc Andorra (A4)          |
| Frutti Extra Bursaspor (B7)    |

Partidos
| 26 de abril de 2022 - 21:00 (CEST) Cuarto A | Virtus Segafredo Bologna                              | 83–77            | ratiopharm Ulm                                                                    | Bolonia |  |
|                                             | Parciales: 25-17, 18-28, 24-17, 16-15                 |                  |                                                                                   | |  |
|                                             | Estadísticas Jaiteh 27 Jaiteh 11 Teodosić 8 Jaiteh 38 | Pts Reb Asts Val | Estadísticas 22 Blossomgame 8 Bretzel, Thornwell 7 Christon 18 Christon, Klepeisz | Pabellón: PalaDozza Asistencia: 5037 espectadores Árbitros: Miguel Ángel PÉREZ Milos KOLJENSIC Eduard UDYANSKYY |  |

| 27 de abril de 2022 - 20:30 (CEST) Cuarto B | Valencia Basket                                                 | 98–85            | Boulogne Metropolitans 92                                               | Valencia                                                                                            |  |
|                                             | Parciales: 32-26, 24-20, 23-22, 19-17                           |                  |                                                                         | |  |
|                                             | Estadísticas Rivero 21 Dubljević 13 Hermannsson 11 Dubljević 32 | Pts Reb Asts Val | Estadísticas 31 Cummings 6 Hunter 3 Cummings, Hunter, McRae 37 Cummings | Pabellón: La Fonteta Asistencia: 5446 espectadores Árbitros: Carmelo PATERNICÒ Sašo PETEK Adar PEER |  |

| 26 de abril de 2022 - 20:00 (WEST) Cuarto C | Gran Canaria                                             | 77–79            | MoraBanc Andorra | Las Palmas de G.C.                                                                                               |  |
|                                             | Parciales: 23-20, 19-15, 21-22, 14-22                    |                  | | |  |
|                                             | Estadísticas Pustovyi 12 Brussino 9 Albicy 6 Pustovyi 19 | Pts Reb Asts Val | Estadísticas 17 Miller-McIntyre, Jelínek 4 Miller-McIntyre, Olumuyiwa, Diagne, Llovet 9 Miller-McIntyre 22 Miller-McIntyre | Pabellón: Gran Canaria Arena Asistencia: 3656 espectadores Árbitros: Fernando ROCHA Rain PEERANDI Maxime BOUBERT |  |

| 27 de abril de 2022 - 20:00 (CEST) Cuarto D | Cedevita Olimpija Ljubljana                           | 83–85            | Frutti Extra Bursaspor                                                                   | Ljubljana                                                                                                  |  |
|                                             | Parciales: 21-23, 15-27, 28-17, 19-18                 |                  |                                                                                          | |  |
|                                             | Estadísticas Ferrell 20 Dragić 7 Ferrell 5 Ferrell 30 | Pts Reb Asts Val | Estadísticas 20 Needham 7 Holland, Hayes 4 Needham, Dudzinski, Türen 18 Needham, Holland | Pabellón: Arena Stožice Asistencia: 12500 espectadores Árbitros: Luigi LAMONICA Saulius RACYS Gentian CICI |  |

## Semifinales
Llegó la penúltima parada del torneo, donde cuatro equipos lucharon por avanzar a la Final.
El Grupo B clasificó a tres de los cuatro, mientras que el Grupo A estuvo representado por un solo equipo. Las Semifinales  se jugaron el martes 3 de mayo y el miércoles 4 del mismo mes.
Las localías se continuaron otorgando con base en la clasificación de la fase de grupos, por tanto MoraBanc Andorra  (A4) recibió al Frutti Extra Bursaspor  (B7) y Valencia Basket  (B2) jugó en casa ante la Virtus Segafredo Bologna (B4).
Partidos
| 4 de mayo de 2022 - 20:30 (CEST) Semifinal A | Valencia Basket                                                                                          | 73–83            | Virtus Segafredo Bologna                                   | Valencia                                                                                           |  |
|                                              | Parciales: 19-27, 19-23, 19-12, 16-21                                                                    |                  |                                                            | |  |
|                                              | Estadísticas Rivero 17 López-Arostegui, Van Rossom, Claver, Dubljević 6 Hermannsson 7 López-Arostegui 17 | Pts Reb Asts Val | Estadísticas 15 Shengelia 6 Jaiteh 4 Teodosić 16 Shengelia | Pabellón: La Fonteta Asistencia: 7224 espectadores Árbitros: Damir JAVOR Gytis VILIUS Uroš NIKOLIĆ |  |

| 3 de mayo de 2022 - 20:00 (CEST) Semifinal B | MoraBanc Andorra                                                | 68–85            | Frutti Extra Bursaspor                              | Andorra la Vieja |  |
|                                              | Parciales: 20-22, 14-16, 22-25, 12-22                           |                  |                                                     | |  |
|                                              | Estadísticas Paulí 16 Paulí 9 Paulí, Miller-McIntyre 5 Paulí 28 | Pts Reb Asts Val | Estadísticas 20 Andrews 16 Hayes 7 Needham 27 Hayes | Pabellón: Polideportivo de Andorra Asistencia: 4456 espectadores Árbitros: Ilija BELOŠEVIĆ Milan NEDOVIC Eduard UDYANSKYY |  |

## Final
El miércoles 11 de mayo se celebró la FINAL con el resultado de Virtus Segafredo Bologna 80-67 Frutti Extra Bursaspor, por tanto se proclamó campeón  de la 7DAYS EuroCup Basketball 2021-22 a la Virtus Segafredo Bologna así como una plaza para jugar la próxima edición de la Euroliga 2022-23. 
Los dos equipos que han llegado hasta aquí ya se vieron encuadrados en el Grupo B de la fase de grupos, terminando la Virtus 4.ª y el Bursaspor 7.º de ahí que el escenario de la final sea en Bolonia. 
Como antecedente cabe destacar que los italianos vencieron los dos partidos en la fase de grupos, mientras que el equipo turco ha llegado hasta aquí tras jugar y vencer siempre en condición de visitante durante los 7DAYS EuroCup Playoffs.
| Bolonia                |
| ---------------------- |
| Virtus Segafredo Arena |
| Capacidad: 9.700       |
|                        |

| 11 de mayo de 2022 - 20:30 (CEST) GRAN FINAL | Virtus Segafredo Bologna                             | 80–67            | Frutti Extra Bursaspor                                          | Bolonia                                                                                |  |
|                                              | Parciales: 25-12, 16-19, 21-22, 18-14                |                  |                                                                 |                                                                                        |  |
|                                              | Estadísticas Teodosić 21 Jaiteh 10 Pajola 6 Weems 16 | Pts Reb Asts Val | Estadísticas 14 Dudzinski 7 Dudzinski 3 Andrews, Bitim 20 Hayes | Pabellón: Virtus Segafredo Arena Árbitros: Saša PUKL Anne PANTHER Emilio PÉREZ PIZARRO |  |

| Campeón 7DAYS EUROCUPBASKETBALL 2021-22 |
| --------------------------------------- |
| Virtus Segafredo Bologna 1er título     |

## Distinciones individuales

### Premios a la Temporada
Premios
| Premio              | Galardonado       | Club                     |
| ------------------- | ----------------- | ------------------------ |
| MVP de la Temporada | Mam Jaiteh        | Virtus Segafredo Bologna |
| Mejor Entrenador    | Dušan Alimpijević | Frutti Extra Bursaspor   |
| Mejor Joven         | Khalifa Diop      | Gran Canaria             |

Equipo Ideal
| Quinteto Ideal    | Quinteto Ideal            |
| Jugador           | Equipo                    |
| ----------------- | ------------------------- |
| Miloš Teodosić    | Virtus Segafredo Bologna  |
| Derek Needham     | Frutti Extra Bursaspor    |
| Will Cummings     | Boulogne Metropolitans 92 |
| Jaron Blossomgame | ratiopharm Ulm            |
| Mam Jaiteh        | Virtus Segafredo Bologna  |

| Segundo mejor Quinteto | Segundo mejor Quinteto      |
| Jugador                | Equipo                      |
| ---------------------- | --------------------------- |
| Kevin Punter           | Partizan NIS Belgrade       |
| Semaj Christon         | ratiopharm Ulm              |
| Jaka Blažič            | Cedevita Olimpija Ljubljana |
| Caleb Homesley         | Hamburg Towers              |
| Bojan Dubljević        | Valencia Basket             |

### Premios parciales
Jugador de las FINAL
| Jugador        | Equipo                   | Pts. | Val. | Ref.  |
| -------------- | ------------------------ | ---- | ---- | ----- |
| Miloš Teodosić | Virtus Segafredo Bologna | 21   | 15   | [ 9 ] |

Jugador de las Semifinales
| Jugador         | Equipo                 | Val. | Ref.   |
| --------------- | ---------------------- | ---- | ------ |
| Kevarrius Hayes | Frutti Extra Bursaspor | 27   | [ 10 ] |

Jugador de los Cuartos de Final
| Jugador    | Equipo                   | Val. | Ref.   |
| ---------- | ------------------------ | ---- | ------ |
| Mam Jaiteh | Virtus Segafredo Bologna | 38   | [ 11 ] |

Jugador de los Octavos de Final
| Jugador        | Equipo                 | Val. | Ref.   |
| -------------- | ---------------------- | ---- | ------ |
| Andrew Andrews | Frutti Extra Bursaspor | 35   | [ 12 ] |

Jugador de la Jornada Fase de Grupos
| Jornada | Jugador                               | Equipo                   | Val. | Ref.   |
| ------- | ------------------------------------- | ------------------------ | ---- | ------ |
| 1       | Johnathan Motley                      | Lokomotiv Kuban          | 39   | [ 13 ] |
| 2       | John Shurna                           | Gran Canaria             | 26   | [ 14 ] |
| 3       | Johnathan Motley (2)                  | Lokomotiv Kuban          | 38   | [ 15 ] |
| 4       | Jaron Blossomgame                     | ratiopharm Ulm           | 35   | [ 16 ] |
| 5       | Justin Cobbs                          | Budućnost VOLI Podgorica | 44   | [ 17 ] |
| 6       | Errick McCollum                       | Lokomotiv Kuban          | 39   | [ 18 ] |
| 7       | Sindarius Thornwell Cristiano Felicio | ratiopharm Ulm           | 26   | [ 19 ] |
| 8       | Errick McCollum (2)                   | Lokomotiv Kuban          | 37   | [ 20 ] |
| 9       | Caleb Homesley                        | Hamburg Towers           | 45   | [ 21 ] |
| 10      | Errick McCollum (3)                   | Lokomotiv Kuban          | 36   | [ 22 ] |
| 11      | Anthony Clemmons                      | Turk Telekom Ankara      | 32   | [ 23 ] |
| 12      | Jaylon Brown                          | Hamburg Towers           | 34   | [ 24 ] |
| 13      | Mathias Lessort                       | Partizan Nis Belgrade    | 32   | [ 25 ] |
| 14      | Mam Jaiteh                            | Virtus Segafredo Bologna | 41   | [ 26 ] |
| 15      | Lukas Meisner                         | Hamburg Towers           | 29   | [ 27 ] |
| 16      | Semaj Christon                        | ratiopharm Ulm           | 31   | [ 28 ] |
| 17      | Kevarrius Hayes                       | Frutti Extra Bursaspor   | 37   | [ 29 ] |
| 18      | Zach LeDay                            | Partizan Nis Belgrade    | 30   | [ 30 ] |

Líderes estadísticos en la Fase de Grupos
| Apartado estadístico | Media por partido | Jugador                                       | Club                                       |
| -------------------- | ----------------- | --------------------------------------------- | ------------------------------------------ |
| Valoración           | 20.6              | Will Cummings (18)                            | Boulogne Metropolitans 92                  |
| Puntos               | 17.4 17.6         | Will Cummings (18) Caleb Homesley (13)        | Boulogne Metropolitans 92 Hamburg Towers   |
| Rebotes              | 9                 | Kerem Kanter (16)                             | Slask Wroclaw                              |
| Asistencias          | 9.3 6.9           | Miloš Teodosić (11) Codi Miller-McIntyre (18) | Virtus Segafredo Bologna MoraBanc Andorra  |
| Recuperaciones       | 1.8 1.7           | Andrew Albicy (13) Kevarrius Hayes (18)       | Gran Canaria Frutti Extra Bursaspor        |
| Tapones              | 1.5 1.2           | Octavius Ellis (15) Kevarrius Hayes (18)      | Turk Telekom Ankara Frutti Extra Bursaspor |

Nota: La cifra que aparece entre paréntesis tras el nombre de cada jugador indica los partidos jugados por el mismo.